# Eland (Wisconsin)
Eland est un village du comté de Shawano, dans l'État du Wisconsin, aux États-Unis. En 2020, il comptait une population de 199 habitants.